# 阿蒂克 (印地安納州)
阿蒂克（英語：Artic）是位於美國印地安納州迪卡爾布縣的一個非建制地區。該地的面積和人口皆未知。

## 地理
阿蒂克的座標為41°28′25″N 85°48′53″W / 41.47361°N 85.81472°W，而該地的平均海拔高度為263米（即863英尺）。